# Sandon (Essex)
Sandon is een civil parish in het bestuurlijke gebied Chelmsford, in het Engelse graafschap Essex.